# Косякова, Нина Григорьевна
Нина Григорьевна Косякова (4 января 1928 — 24 декабря 2000) — депутат Верховного Совета СССР VI созыва (1962—1966).

## Биография
Родилась в селе Нахрачи Кондинского района Тюменской области, по национальности — манси.
Окончила Кондинскую среднюю школу (1944), 3-месячные национальные курсы учителей начальных классов (1945), Ханты-Мансийское педагогическое училище (1949).
Работала учителем начальных классов в школах Кондинского района:
- 1945—1947 в д. Кедровое, затем в п. Ягодный.
- 1949—1951 в д. Ландино
- 1951—1963 в д. Карым
- с 1963 в п. Кондинское.

Депутат Верховного Совета СССР VI созыва (1962—1966).